# Dave Fleischer
Dave Fleischer (New York, 14 luglio 1894 – Hollywood, 25 giugno 1979) è stato un animatore, produttore cinematografico e regista statunitense, pioniere nel campo della cinematografia d'animazione.

## Biografia
Famoso soprattutto per la sua collaborazione insieme a suo fratello Max Fleischer.
Dave Fleischer nacque a New York nel 1894, inizia la sua carriera come disegnatore di vignette, nel 1920 fonda insieme al fratello , una casa di produzione di cartoni animati, assumendone poi la direzione prettamente artistica mentre il fratello si occupa della gestione commerciale.
Con la loro casa di produzione i Fleischer erano tra i pochi a riuscire in quegli anni a tenere testa a personaggi del calibro di Walt Disney.
Nel 1918 grazie all'invenzione di Max del rotoscope e alla collaborazione personale di Dave Fleischer alla creazione del personaggio di Koko il Clown (si vestì da clown per Max che usò la sua figura per i primi schizzi del personaggio) , che divenne il personaggio principale della serie di Out of the Inkwell, caratteristica di ogni episodio di Out of the Inkwell era che cominciava con la penna del disegnatore che dava vita sul foglio di carta a Koko, per poi riportarlo dentro «nel calamaio» al termine dell'avventura, questa serie li consegnò nell'olimpo dei maestri dell'animazione.

## I personaggi
Fra i personaggi di maggior successo di loro creazione oltre a Koko il Clown c'erano, Betty Boop (1930), Bimbo, il muscoloso e bonario Braccio di Ferro (1930-1947, in seguito proseguito da altri), personaggio del mondo dei fumetti nato dalla matita di Elzie Crisler Segar ma che lo studio d'animazione dei due fratelli rese molto popolare, e la prima trasposizione animata di Superman. Gli altri personaggi più graditi dal pubblico fu anche Gabby, del film I viaggi di Gulliver, che dopo quest'ultimo, gli avevano dedicato una serie di cortometraggi animati dal 1940 al 1941.

## La chiusura degli Studios
L'arrivo del colore e dei grandi film d'animazione soprattutto di Walt Disney spinge i due fratelli a produrre anche loro dei lungometraggi, ma I viaggi di Gulliver e Hoppity va in città (uno dei primi prototipi di film in 3D), falliscono, e nel 1942 la casa di produzione si scioglie e Dave entra negli studi della Columbia Pictures.
Dave Fleischer morì nel 1979 a Hollywood.

## Filmografia

### Regista
- The Hypnotist (1921)
- Comin' Thro' the Rye (1926)
- Smiles (1929)
- The Glow Worm (1930)
- Teacher's Pest (1931)
- Animali musicanti (A Car-Tune Portrait) (1937)